# Kornmarkt-Madonna

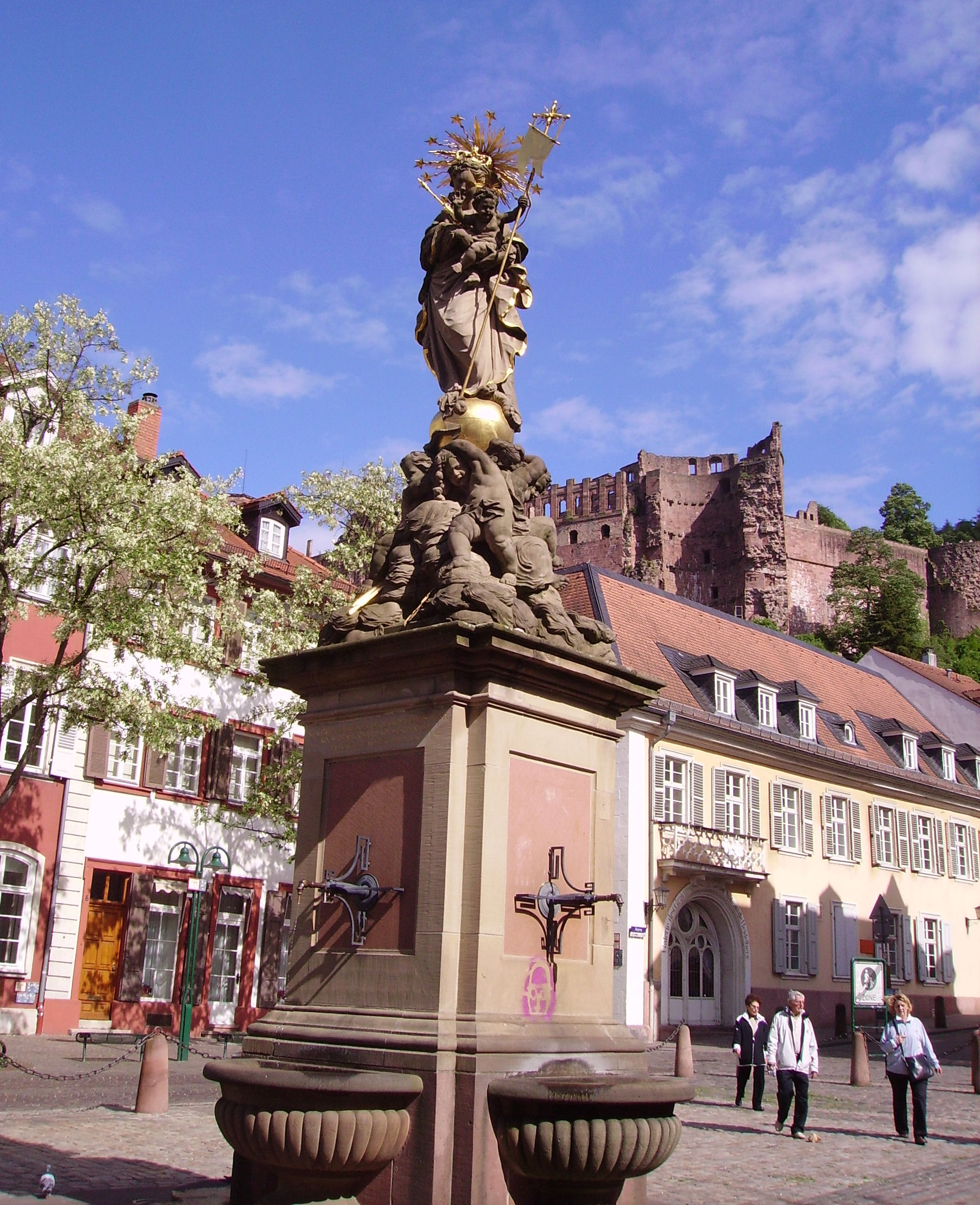
Kornmarkt-Madonna

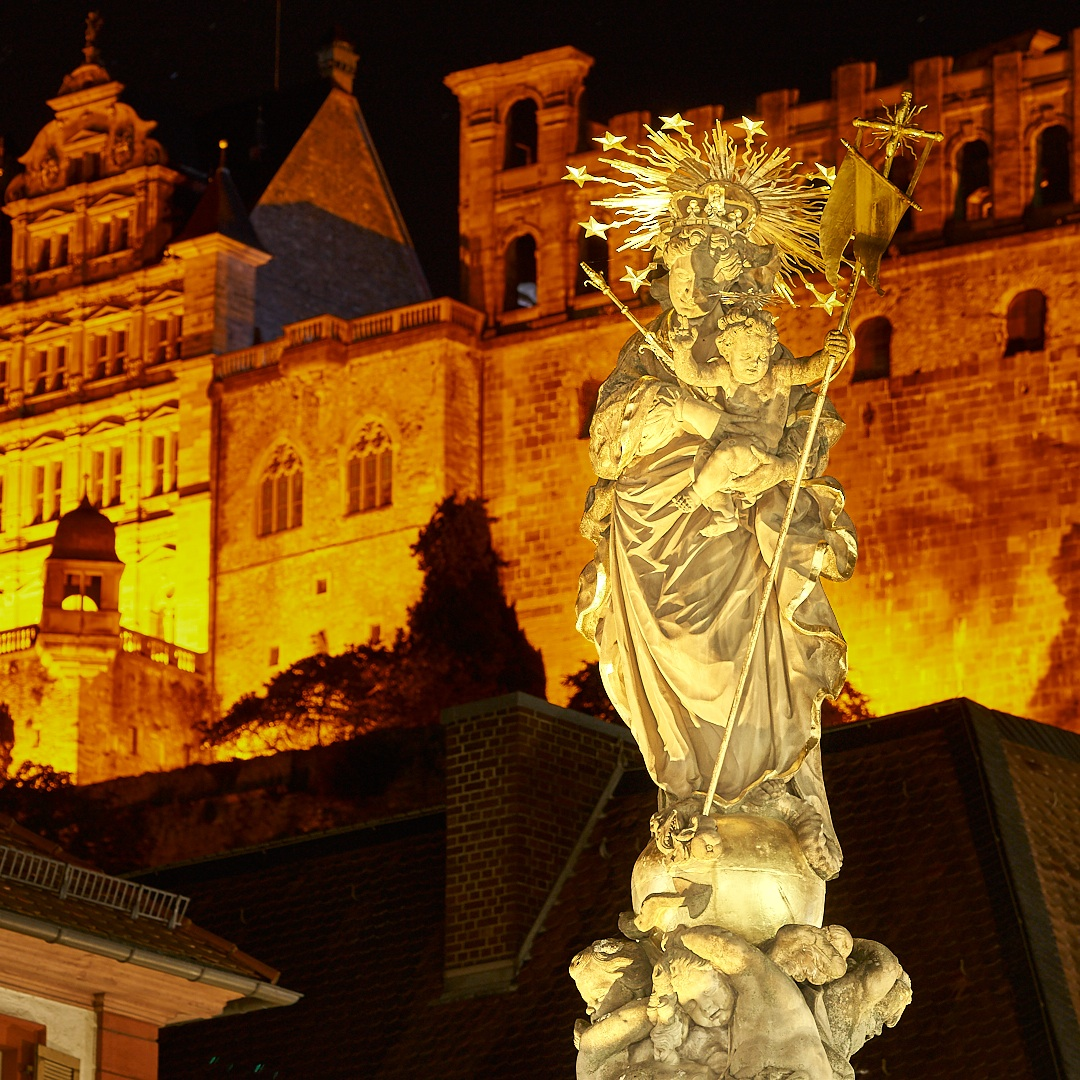
Kornmarkt-Madonna bei Nacht

Die Kornmarkt-Madonna ist eine Brunnenskulptur auf dem Kornmarkt in der Altstadt von Heidelberg. Weitere Bezeichnungen der Brunnenanlage sind Mariensäule und Muttergottesbrunnen.

## Geschichte

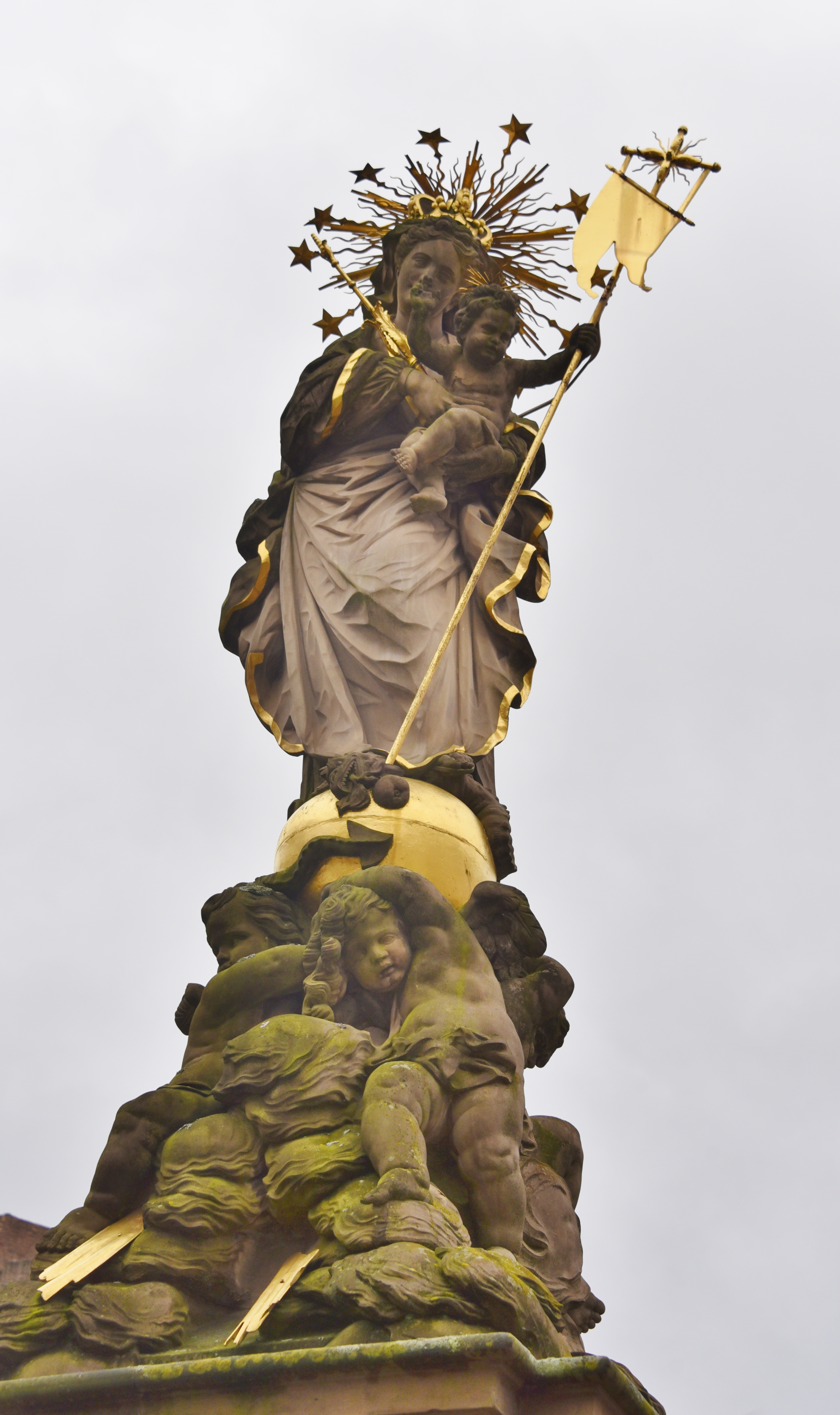
Kornmarkt-Madonna

1718 wurde die von Peter van den Branden geschaffene Statue auf einem Sockel in der Mitte des Platzes aufgestellt. Hintergrund sind die religiösen Auseinandersetzungen zwischen der mehrheitlich reformierten Bevölkerung in Heidelberg und dem katholischen Kurfürsten Karl Philipp. Die Marienstatue steht in der Tradition der spezifisch katholischen Marien- und Heiligenfiguren und ist als Maßnahme der gegenreformatorischen Propaganda zu werten, die in Heidelberg vor allem von den Jesuiten vorangetrieben wurde. Für die reformierte Heidelberger Bevölkerung kam diese Aufstellung einer Provokation gleich.
In der Nordwestecke des Kornmarktes befand sich ein Brunnen, der sogenannte Milchbrunnen. Bei der Verbreiterung der Hauptstraße um 1830 wurde der Brunnen in die Platzmitte verlegt und die Skulptur als Brunnenfigur in die Anlage integriert. Der Sockel wurde dabei mit Wasserspeiern ausgestattet und mit einem oktogonalen Becken umgeben. Zwischen 1870 und 1890 wurde das große Wasserbecken durch einen Quadersockel mit drei kleineren Muschelbecken ersetzt. Nach 1900 wurde die kleine umgebende Grünanlage aufgegeben und die Anlage durch ein Stufenpodest eingerahmt. 1938–1940 wurde eine Kopie der Statue für den Kornmarkt angefertigt, das Original befindet sich im Kurpfälzischen Museum.

## Beschreibung
Maria mit vergoldeter Strahlenkrone, Sternenkranz und Lilienzepter trägt das Jesuskind auf dem linken Arm und stützt es mit der rechten Hand. Sie steht auf einer ebenfalls vergoldeten und von einer Drachenschlange umwundenen Weltkugel, die von vier Putten auf einem Wolkengebilde getragen wird, wobei die Wolken von goldenen Strahlen durchdrungen sind. Das Jesuskind hat die rechte Hand zu einer Segensgeste erhoben, mit der linken stößt er eine Lanze mit Kreuz in den Kopf der Drachenschlange.
Die Ikonographie dieser Darstellung folgt der Darstellung „Maria vom Siege“. Dieses Bildmotiv findet im 17. Jahrhundert im Zuge der Gegenreformation europaweit Verbreitung. So sollte in Heidelberg der Kampf gegen die Drachenschlange als Kampf gegen den protestantischen „Irrglauben“ thematisiert werden. Weitere Attribute der Skulptur weisen auf verschiedene Aspekte des Marienkultes hin: Der Strahlenkranz mit den 12 Sternen und die Lilien verweisen auf die unbefleckte Empfängnis Mariens. Krone und Zepter symbolisieren Maria als Himmelskönigin, das Zertreten der Schlange und die Mondsichel zu Marias Füßen sind Hinweise auf das Weib der Apokalypse. Die Putten in den Wolken stehen für Mariä Himmelfahrt, die Strahlen in den Wolken sind die Gnadenstrahlen, die Maria der Welt gewährt.
Auf dem Sockel ist folgende Inschrift zu lesen:
NON STATUAM AUT SAXUM SED QUAM DESIGNAT HONORA
NOCH STEIN NOCH BILD NOCH SÄULEN HIER
DAS KIND UND MUTTER EHREN WIR